# Powiat Loben
Powiat Loben (niem. Landkreis Loben), 1939–1941 powiat Lublinitz (niem. Landkreis Lublinitz); pol. powiat lubliniecki – niemiecki, nazistowski powiat, istniejący pod okupacją Polski w latach 1939–1945 na terenie Śląska.

## Historia
Podczas okupacji Polski, Niemcy przejęli w 1939 roku polski powiat lubliniecki, włączając go – jako Landkreis Lublinitz – do rejencji katowickiej w prowincji Śląsk. 20 listopada 1939 wszedł w skład rejencji opolskiej. W 1941 roku powiat Lublinitz powiększono o zniesiony powiat Guttentag, po czym nazwę powiatu zmieniono 31 maja 1941 z Lublinitz na Loben. Po wojnie powiat Loben przeszedł w całości pod administrację polską.